# 希弗拉黑河
50°6′3.58″N 8°56′33.20″E / 50.1009944°N 8.9425556°E

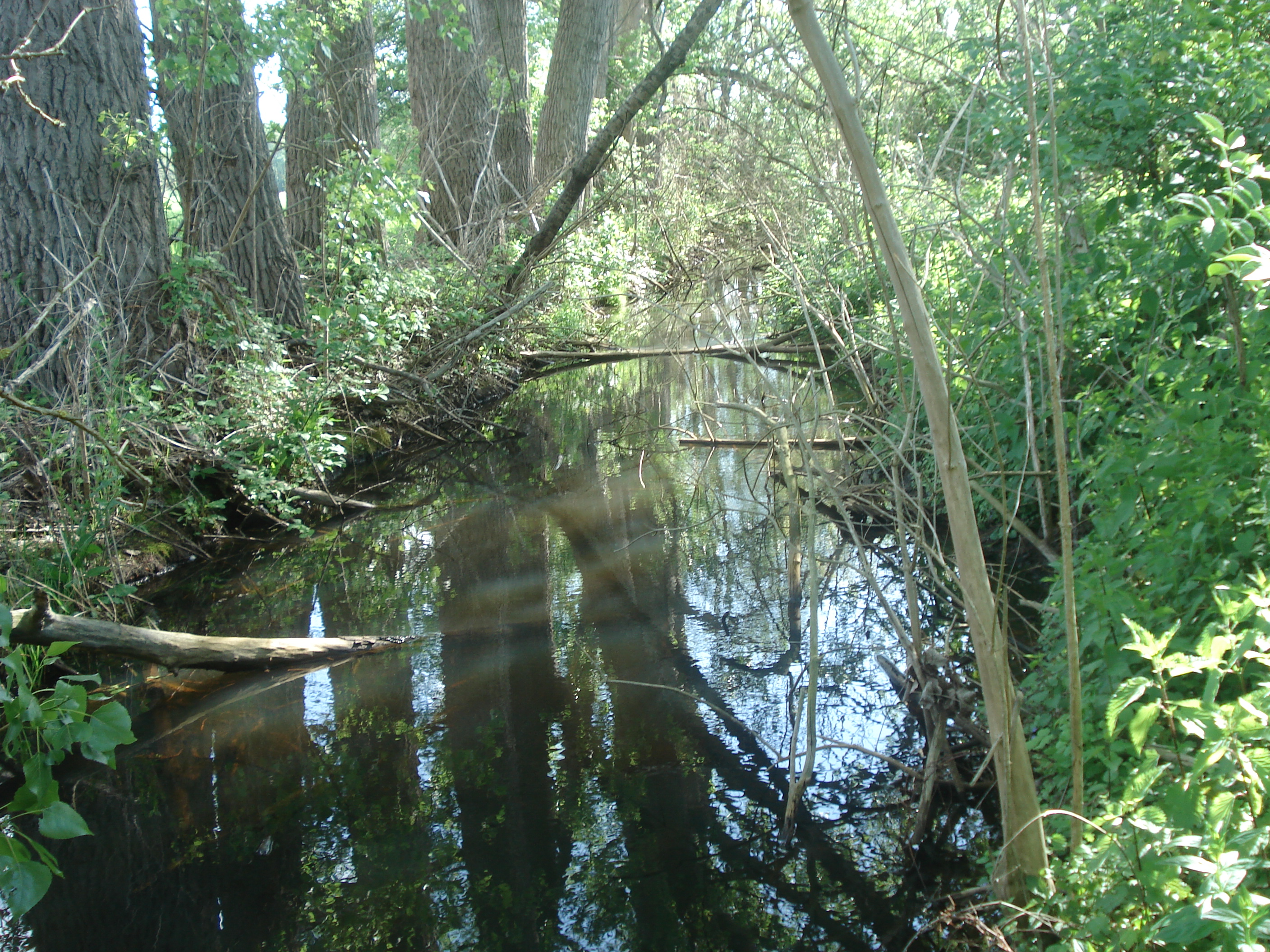

希弗拉黑河（德語：Schifflache），是德國的河流，位於該國中部，由黑森州負責管轄，屬於美因河的右支流，河道全長5.9公里，流域面積21.3平方公里，發源自大克羅岑堡附近。